# Thomas Foket
Thomas Foket (* 25. září 1994) je belgický fotbalový obránce či záložník a mládežnický reprezentant, hráč klubu KAA Gent.

## Klubová kariéra
V sezóně 2014/15 vyhrál s Gentem ligový titul, první v historii klubu.

## Reprezentační kariéra
Thomas Foket působil v mládežnických reprezentacích Belgie U18, U19 a U21. V belgické jedenadvacítce debutoval 5. září 2014 v utkání proti Kypru (vysoká výhra 6:0).